# Nysa Kłodzka
De Nysa Kłodzka (Tsjechisch: Kladská Nisa, Duits: Glatzer Neiße) is een rivier in het zuidwesten van Polen. De Nysa Kłodzka is een zijrivier van de Oder en heeft een lengte van 182 km en een stroomgebied van 4.566 km² (deels in Polen, deels in Tsjechië).

## Overstromingen
De Nysa Kłodzka deels genormaliseerd. De omgeving van de rivier heeft regelmatig te maken met overstromingen. Kronieken uit Kłodzko melden overstromingen in:
- 14e eeuw: 1310
- 15e eeuw: 1441, 1464, 1474
- 16e eeuw: 1500, 1522, 1524, 1560, 1566, 1570, 1587, 1589, 1591, 1598,
- 17e eeuw: 1602, 1603, 1605, 1610, 1611, 1612, 1625, 1646, 1652, 1655, 1689, 1693, 1696
- 18e eeuw: 1702, 1703, 1713, 1724, 1735, 1736, 1740, 1755, 1763, 1767, 1775, 1785, 1787, 1789, 1799
- 19e eeuw: 1804, 1806, 1827, 1828, 1829, 1831, 1850, 1854, 1879, 1881, 1883, 1891, 1897
- 20e eeuw: 1900, 1903, 1907, 1938, 1952, 1997, 1998

## Glatzer Neiße als Duitse oostgrens
Tot 1945 lag de Nysa Kłodzka als Glatzer Neiße in Duitsland. In 1944 was er sprake van dat de Glatzer Neiße de Duitse oostgrens zou worden. In oktober 1944 stemden de westelijke geallieerden op aandringen van Stalin in met de Lausitzer Neiße als Duitse oostgrens, waardoor Neder-Silezië en de stad Breslau Pools werden.
- Gemeinsame Normdatei: 4093579-6
- Nationale Bibliotheek van Tsjechië: ge486814
- Virtual International Authority File: 246109696